# بيرت داير
بيرت داير (بالإنجليزية: Bert Dyer)‏ (20 ديسمبر 1886 في المملكة المتحدة - ) هو لاعب كرة قدم بريطاني (وحمل سابقاً جنسية المملكة المتحدة لبريطانيا العظمى وأيرلندا) في مركز مهاجم داخلي. لعب مع نادي ساوثهامبتون ونادي غاينسبورو ترينيتي وRomsey Town F.C. ‏ وEastleigh Athletic F.C. ‏.